# Aldao (ort i Argentina)
Aldao är en ort i Argentina.   Den ligger i provinsen Santa Fe, i den centrala delen av landet, 300 kilometer nordväst om huvudstaden Buenos Aires. Aldao ligger 36 meter över havet och antalet invånare är 601.
Terrängen runt Aldao är mycket platt. Närmaste större samhälle är Granadero Baigorria, 19,3 kilometer sydost om Aldao. 
Trakten runt Aldao består till största delen av jordbruksmark. Runt Aldao är det ganska tätbefolkat, med 65 invånare per kvadratkilometer.